# Eparquia de Pathanamthitta
A Eparquia de Pathanamthitta (Latim:Eparchia Pathanamthitta) é uma eparquia pertencente a Igreja Católica Siro-Malancar com rito Siro-Malancar. Está localizada no município de Pathanamthitta, no estado de Querala, pertencente a Arquieparquia Maior de Trivandrum na Índia. Foi fundada em 25 de janeiro de 2010 pelo Papa Bento XVI. Possui uma população católica de 41.000 habitantes, com 100 paróquias com dados de 2020.

## História
Em 25 de janeiro de 2010 o Papa Bento XVI cria Eparquia de Pathanamthitta através do território da Arquieparquia Maior de Trivandrum. Desde sua fundação em 2010 pertence a Igreja Católica Siro-Malancar, com rito Siro-Malancar.

## Lista de eparcas
A seguir uma lista de eparcas desde a criação da eparquia em 2010.
|                           | Nome                       | Período                   | Notas                     |
| Eparcas de Pathanamthitta | Eparcas de Pathanamthitta  | Eparcas de Pathanamthitta | Eparcas de Pathanamthitta |
| ------------------------- | -------------------------- | ------------------------- | ------------------------- |
| 2º                        | Samuel Irenios Kattukallil | 2019 - atual              |                           |
| 1º                        | Yoohanon Chrysostom Kallor | 2010 - 2019               |                           |